# قائمة الرموز الرسومية لمسارات النقل لمخططات الدارات الكهربائية والإلكترونية
هذه قائمة للرموز الرسوميّة لمسارات النقل لمخططات الدارات الكهربائية والإلكترونية (بالإنجليزية: List of graphic symbols for transmission path for electrical and electronics diagrams)، وهي جزء من معيار معهد مهندسي الكهرباء والإلكترونيات المُسمّى: «رموز رسومية للمخططات الإلكترونية والكهربائية»، والمعروف اختصاراً بالاسم الرمزي "IEEE 315". بشكل عام، الرموز الرسوميّة في الهندسة الكهربائية هي طريقة اختزال تستعمل لإظهار وظيفة أو اتصال بيني لدارة ما بشكل رسومي، وقد يُمثل الرمز الرسومي دالة لجزء من دارة. أمَّا مسار النقل، والذي يُسمّى أيضاً وسط النقل (بالإنجليزية: Transmission medium) فهو أيّة مادة تستعمل لنشر الإشارات صوتياً أو راديوياً أو ضوئياً، وقد تكون ليفاً بصرياً أو كبلاً مجدولاً أو كبلاً محورياً أو دليل موجة ويمكن توسيع تعريف وسط النقل ليشمل أيضاً الماء والهواء.(1)
اعتمد معهد مهندسي الكهرباء والإلكترونيات المعيار الأصيل في العام 1975م، ثم أعيد تنسيقه وتوسيعه عام 1993 ليصبح بشكله الحالي. في هذا المعيار، تبدأ فهارس جميع الرموز الرسومية للعناصر الظرفية بالرقم 3، وتضم قائمة الرموز الظرفية 10 عائلات فرعية من الرموز، ويشير الرقم الثاني في الفهرس إلى عائلة الرموز الفرعية التي ينتمي إليها الرمز.
بالإمكان الاطلاع على تطبيق عملي لهذه الرموز في وثيقة المعهد الأمريكي للمعايير القومية المعنونة: «مخططات كهربائية وإلكترونية»(2)، والتي نُشرت عام 1966م تحت الاسم الرمزي "USAS Yl4.l5-1966".
 معلومات عامة عن كيفية قراءة القائمة: 
- جميع الرموز مُرقّمة بشكل مفهرس. بشكل عام، وجرى تقسيم الفهرس إلى 22 قسماً، تمثل 22 مجموعة من الرموز الرسوميّة، ثُمّ جُزئ كل قسم إلى عوائل فرعيّة بحسب نوع الرموز فيه.
- الفهارس المكتوبة على خلفية زرقاء، تشير إلى الرموز المعتمدة من قبل اللجنة الكهروتقنية الدولية.[6]
- الأسماء المكتوبة بشكل مائل: مثال، تشير إلى التسمية المعتمدة في دليل تصنيف المُعرّفات اليدوي الفيدرالي (بالإنجليزية: The Federal Item Identification Guide, Cataloging Handbook H6-1).
- التعبير: مثال تطبيقي، يعني أن الرمز يجمع بين رمزين أو أكثر من رموز المعيار. لا يضّم المعيار جميع الاحتمالات الممكنة للأمثلة التطبيقيّة، ومن الممكن بناء أمثلة تطبيقية أخرى غير موجودة في هذا المعيار.

 معلومات عامة عن كيفية استعمال الرموز الرسومية: 
- يمكن تطبيق الانعكاس المرآتي على رموز الرسوم دون أن يؤثر ذلك على دلالتها، ولكن في هذه الحالة لا يُطبق الانعكاس على الأحرف والأرقام.
- لا تؤثر سماكة الخطوط على معنى الرمز، ولكن قد يستخدم خط أكثر سمكاً في بعض الحالات لتعزيز مفهوم ما.
- لا تؤثر زوايا تقاطع الخطوط على وظيفة الرمز الرسومي ما لم يُشر لذلك صراحة.
- جميع الرموز مرسومة على لوحة ذات أبعاد (100x100) بكسل، وثخانة خط الرسم هي 1 بكسل.
- يمكن رسم رموز عناصر أصغر أو أكبر بحسب الحاجة، ويمكن أيضاً، في مخطط ما تصغير أو تكبير بعض الرموز بالنسبة للبقية، ومن المستحسن استعمال قياسين للرموز فقط لا غير ضمن مخطط واحد.
- جميع رموز العناصر مرسومة بأبعاد نسبية متناسبة، ويجب الحفاظ على هذه الأبعاد النسبية عند تكبير أو تصغير الرموز.
- هناك شكلان من رؤوس الأسهم في هذا المعيار، الأسهم ذات الرؤوس المفتوحة (🡐) والأسهم ذات الرؤوس المغلقة (🠘).

## مسار النقل والموصلات والكابلات والأسلاك
| الرقم التسلسلي | أيقونة الرمز | الاسم باللغة العربية | الاسم باللغة الإنكليزية | ملاحظات |
| -------------- | ------------ | --- | --- | --- |
| 3.1.1          |              | مسار مُوجّه، عام | Guided path, general | - يمثل خطٌ مفردٌ مجموعة المُوصِلات كاملة أو مسار النقل اللازم لتوجيه الاستطاعة أو الإشارة. من أجل الأعمال ذات الصلة بالكابلات المحورية وأدلة الموجة يُستخدم رمز التعرّف في بداية ونهاية كل نمط من مسارات النقل وفي النقاط الوسيطية حسب الحاجة للإيضاح. في الأعمال ذات الصلة بأدلة الموجة، من الممكن تحديد النمط أيضاً. - عند الحاجة، من الممكن تحديد الطول بين نقطتين معتبرتين. مثلاً: {\displaystyle \lambda /4}. - عند الحاجة، يمكن أن تضاف تفاصيل البنية مثل التواء (كوع)، أو النوع، أو المعاوقة أو المواصفات إلخ، إلى جانب أو بداخل الرمز. |
| 3.1.1.1        |              | ممر شريطي | Bus bar | - يُستخدم فقط إذا كان من الضروري تمييز الممر عن بقية المسارات في الدارة. - تظهر نقطة الاتصال في الرمز. |
| 3.1.1.1        |              | ممر شريطي | Bus bar | - يُستخدم فقط إذا كان من الضروري تمييز الممر عن بقية المسارات في الدارة. - تظهر نقطة الاتصال في الرمز. |
| 3.1.2          |              | مسار مُوصِل أو مُوصِل، سلك | Conductive path or conductor; wire | - |
| 3.1.2.1        |              | مُوصِلان أو مساران مُوصلان | Two conductors or conductive paths | - |
| 3.1.2.1        |              | مُوصِلان أو مساران مُوصلان | Two conductors or conductive paths | - |
| 3.1.2.2        |              | ثلاثة مُوصِلات أو ثلاثة مسارات توصيل | Three conductors or conductive paths | - |
| 3.1.2.2        |              | ثلاثة مُوصِلات أو ثلاثة مسارات توصيل | Three conductors or conductive paths | - |
| 3.1.2.3        |              | "ن" مُوصِل أو مسار توصيل | “n” conductors or conductive paths | - الحرف اللّاتيني (n) ليس جزءاً من الرمز، ويتم استبداله بعدد الخطوط. - من الممكن أيضاً رسم الخطوط المُفردة بشكلٍ متوازٍ. |
| 3.1.3          |              | مسار هوائي أو فضائي | Air or space path | - |
| 3.1.4          |              | مسار عازل مُغاير للهواء | Dielectric path other than air | يُستخدم هذا الرمز عادة عند النقل باستعمال الكابلات المحورية وأدلة الموجة. |
| 3.1.5          |              | تقاطع مسارات أو مُوصِلات بدون اتصال. | Crossing of paths or conductors not connected | ليس بالضرورة أن تكون زاوية التقاطع 90 درجة. |
| 3.1.6.1        |              | نقطة اتصال | Junction | تُستخدم عند الحاجة. |
| 3.1.6.2        |              | - | - | مثال تطبيقي: نقطة اتصال لمسارات أو مُوصِلات أو كابلات. |
| 3.1.6.3        |              | - | - | مثال تطبيقي: نقطة اتصال مسارات أو مُوصِلات أو أسلاك متقاطعة. |
| 3.1.6.3        |              | - | - | مثال تطبيقي: نقطة اتصال مسارات أو مُوصِلات أو أسلاك متقاطعة. |
| 3.1.6.3        |              | - | - | مثال تطبيقي: نقطة اتصال مسارات أو مُوصِلات أو أسلاك متقاطعة. |
| 3.1.6.4        |              | - | - | مثال تطبيقي: نقطة اتصال لمسارات أو مُوصِلات أو كابلات. |
| 3.1.6.5        |              | - | - | مثال تطبيقي: نقطة اتصال لمسارات أو مُوصِلات أو كابلات. |
| 3.1.7.1        |              | موصلات مضمومة - عام | Associated conductors - General | يظهر 3 نواقل فقط في هذا الرمز. |
| 3.1.7.2        |              | موصلات مضمومة - مجدولة | Associated conductors - Twisted | - |
| 3.1.7.2        |              | موصلات مضمومة - مجدولة | Associated conductors - Twisted | موصلات مضمومة - مجدولة (يظهر ناقلان مجدولان)، النجمة ليست جزءأ من الرمز، وتستبدل دائماً بأحد حرفين: - P: زوج من الموصلات. - T: ثلاثة موصلات. |
| 3.1.7.3        |              | موصلات مضمومة - رباعي | Associated conductors - Quad | - |
| 3.1.7.3        |              | موصلات مضمومة - رباعي | Associated conductors - Quad | - |
| 3.1.7.4        |              | موصلات مضمومة - مُدرَّعة | Associated conductors - Shielded | يظهر 3 نواقل من أصل 7 ضمن الغلاف المدرع. |
| 3.1.8.1        |              | مُوصِلات مُجمعة أو كبل - موصل وحيد درع التغليف | Assembled conductors; cable - Shielded single conductor | يُستعمل بشكل شائع في مخططات الاتصالات. |
| 3.1.8.1        |              | مُوصِلات مُجمعة أو كبل - موصل وحيد درع التغليف | Assembled conductors; cable - Shielded single conductor | يُستعمل بشكل شائع في مخططات الاتصالات. |
| 3.1.8.2        |              | - | - | - مثال تطبيقي: كبل مدرع خماسي المُوصِلات. - يُستعمل بشكل شائع في مخططات الاتصالات. |
| 3.1.8.3        |              | - | - | - مثال تطبيقي: كبل مُدرَّع خماسي المُوصِلات وقد بُوعد بين الموصلات لغرض التسهيل. - يُستعمل بشكل شائع في مخططات الاتصالات. |
| 3.1.8.4        |              | - | - | - مثال تطبيقي:كبل مُدرَّع ثنائي المُوصلات مع درع مُؤَرَّض. - يُستعمل بشكل شائع في مخططات الاتصالات. |
| 3.1.8.5        |              | كبل ثُنائي المُوصِلات | 2-conductor cable | يُستعمل بشكل شائع في مخططات الاتصالات. |
| 3.1.8.6        |              | - | - | - مثال تطبيقي: كبل خماسي المُوصِلات. - يُستعمل بشكل شائع في مخططات الاتصالات. |
| 3.1.9.1        |              | رمز تعرّف إلى الكبل المحوري، مسار نقل باستعمال الكبل المحوري، كبل ترددات راديوية - رمز عام                                                                 | Coaxial cable, recognition symbol; coaxial transmission path; radio-frequency cable - General                                                                               | - تحدد الخطوط المتقطعة - --- - موقع توصيل الخط مع الرمز، وهي ليست جزءاً من الرمز. - يُحبذ إضافة وصلة إلى المُوصل الخارجي في الرمز إذا كان ذلك ضروريأ للتوضيح. |
| 3.1.9.2        |              | - | - | - مثال تطبيقي: بنية الكبل المحوري غير مُصانة على اليمين. - إذا لم تكن بنية الكبل المحوري مُصانة، فيُحبَّذ أن يُرسم الخط المماسي على جانب الكبل المحوري فقط. |
| 3.1.9.3        |              | رمز تعرّف إلى الكبل المحوري، مسار نقل باستعمال الكبل المحوري، كبل ترددات راديوية - موُصِلان (كبل مُوَازن) مع وصلة وحيدة إلى المُوصِل الخارجي (كبل ثنائي المحاور) | Coaxial cable, recognition symbol; coaxial transmission path; radio-frequency cable - Two conductors (balanced) with one outer-conductor connection (twinax)                | - تحدد الخطوط المتقطعة - --- - موقع توصيل الخط مع الرمز، وهي ليست جزءاً من الرمز. - يُحبذ إضافة وصلة إلى المُوصل الخارجي في الرمز إذا كان ذلك ضروريأ للتوضيح. |
| 3.1.9.4        |              | رمز تعرّف إلى الكبل المحوري، مسار نقل باستعمال الكبل المحوري، كبل ترددات راديوية - ثلاث مُوصلات مع وصلة لموصل خارجي ووصلة لموصلة مُدرَّع (كبل ثلاثي المحاور)   | Coaxial cable, recognition symbol; coaxial transmission path; radio-frequency cable - One conductor with one outer-conductor connection and one shielded connection (triax) | - تحدد الخطوط المتقطعة - --- - موقع توصيل الخط مع الرمز، وهي ليست جزءاً من الرمز. - يُحبذ إضافة وصلة إلى المُوصل الخارجي في الرمز إذا كان ذلك ضروريأ للتوضيح. |
| 3.1.10.1       |              | تجميع أسلاك - رمز عام | Grouping of leads - General | تُشير انحناءات الخطوط إلى الاتجاه الذي توجد فيه نهاية المسار. |
| 3.1.10.1       |              | تجميع أسلاك - رمز عام | Grouping of leads - General | تُشير انحناءات الخطوط إلى الاتجاه الذي توجد فيه نهاية المسار. |
| 3.1.10.1       |              | تجميع أسلاك - رمز عام | Grouping of leads - General | تُشير انحناءات الخطوط إلى الاتجاه الذي توجد فيه نهاية المسار. |
| 3.1.10.1       |              | تجميع أسلاك - رمز عام | Grouping of leads - General | تُشير انحناءات الخطوط إلى الاتجاه الذي توجد فيه نهاية المسار. |
| 3.1.10.2       |              | تجميع أسلاك - تقاطع (في المخطط) | Grouping of leads - Interrupted (on diagram) | - يظهر الرمز مع مسارات فردية على كل جانب من التقاطع في المخطط. - يضمّ الرمز السفلي شرائط طويلة. |
| 3.1.10.2       |              | تجميع أسلاك - تقاطع (في المخطط) | Grouping of leads - Interrupted (on diagram) | - يظهر الرمز مع مسارات فردية على كل جانب من التقاطع في المخطط. - يضمّ الرمز السفلي شرائط طويلة. |
| 3.1.11         |              | مسار متقاطع | Interrupted path | - يُستخدم هذا الرمز عادة فقط في المخططات المعقدة أو المُتخصصة. - لضمان الاستمرارية، يجب أن تُحاذا نقطتا انقطاع المسار واستئنافه. - النجمة ليست جزءاً من الرمز، ويحبذ أن تُستبدل بقيم أو أحرف أو أرقام أو علامات تعريفيّة. |
| 3.1.11         |              | مسار متقاطع | Interrupted path | - يُستخدم هذا الرمز عادة فقط في المخططات المعقدة أو المُتخصصة. - لضمان الاستمرارية، يجب أن تُحاذا نقطتا انقطاع المسار واستئنافه. - النجمة ليست جزءاً من الرمز، ويحبذ أن تُستبدل بقيم أو أحرف أو أرقام أو علامات تعريفيّة. |
| 3.1.12         |              | نهاية مُوصِل أو كبل غير مُتصلة | Conductor or cable end, not connected. | - |
| 3.1.12.1       |              | نهاية مُوصِل أو كبل غير مُتصلة ومعزولة بشكل خاص | Conductor or cable end, not connected with end especially insulated | - |

## خطوط التوزيع وخطوط النقل
| الرقم التسلسلي | أيقونة الرمز | الاسم باللغة العربية | الاسم باللغة الإنكليزية             | ملاحظات |
| -------------- | ------------ | -------------------- | ----------------------------------- | --- |
| 3.2.1.1        |              | -                    | -                                   | - مثال تطبيقي: خط هاتفي. - يمكن أن تستخدم المحارف التالية لتحديد النوع المنقول: F: هاتفيّة. S: صوتية (تلفزيونيّة). T: تلغرافية (نقل بيانات). V: فيديوية (تلفزيونيّة). |
| 3.2.2          |              | كبل باطني، خط باطني  | Cable underground; underground line | الرمز هو شرائط طويلة. |
| 3.2.2          |              | كبل باطني، خط باطني  | Cable underground; underground line | الرمز هو شرائط طويلة. |
| 3.2.3          |              | خط غائص، خط تحت مائي | Submarine line; underwater line     | - |
| 3.2.4          |              | خط مُعلَّق              | Overhead line                       | - |
| 3.2.5          |              | خط مُحمَّل              | Loaded line                         | - |
| 3.2.6          |              | وصلة راديويّة         | Radio link                          | - يستخدم فقط عندما يكون التمييز بين الوصلات الراديوية وأي أجزاء راديوية أخرى من الدارة أساسياً. - الرمز هو شرائط طويلة.                                             |
| 3.2.6.1        |              | -                    | -                                   | مثال تطبيقي: وصلة راديوية (يظهر فيها هوائيان). |
| 3.2.6.1        |              | -                    | -                                   | مثال تطبيقي: وصلة راديوية (يظهر فيها هوائيان). |
| 3.2.6.2        |              | -                    | -                                   | مثال تطبيقي: وصلة راديوية تحمل تلفزة (فيديو وصوت) ومهاتفة (يظهر فيها هوائيان).                                                                                     |

## تسليك تخييري أو شرطي
| الرقم التسلسلي | أيقونة الرمز | الاسم باللغة العربية | الاسم باللغة الإنكليزية           | ملاحظات                                                                 |
| -------------- | ------------ | -------------------- | --------------------------------- | ----------------------------------------------------------------------- |
| 3.3            |              | تسليك تخييري أو شرطي | Alternative or conditional wiring | - يجب أن تكون رؤوس السهام مُظللة. - يُحبذ أن تُفسِّر ملاحظة الروابط الشرطيّة. |
| 3.3.1          |              | -                    | -                                 | - مثال تطبيقي: 3 مسارات تخييرية. - يُحبذ أن تُفسِّر ملاحظة الروابط الشرطيّة. |
| 3.3.1          |              | -                    | -                                 | - مثال تطبيقي: 3 مسارات تخييرية. - يُحبذ أن تُفسِّر ملاحظة الروابط الشرطيّة. |

## ملحقة أو مستقبلية
| الرقم التسلسلي | أيقونة الرمز | الاسم باللغة العربية     | الاسم باللغة الإنكليزية                | ملاحظات               |
| -------------- | ------------ | ------------------------ | -------------------------------------- | --------------------- |
| 3.4            |              | مسار نقل مُلحق أو مستقبلي | associated or future transmission path | الرمز هو شرائط طويلة. |

## عزل متعمد لمسار التيار المستمر في تطبيقات الكابل المحوري أو أدلة الموجة
| الرقم التسلسلي | أيقونة الرمز | الاسم باللغة العربية                                                     | الاسم باللغة الإنكليزية                                                            | ملاحظات |
| -------------- | ------------ | ------------------------------------------------------------------------ | ---------------------------------------------------------------------------------- | ------- |
| 3.5            |              | عزل متعمد لمسار التيار المستمر في تطبيقات الكابل المحوري أو أدلة الموجة. | Intentional isolation of direct-current path in coaxial or waveguide applications. | -       |

## أدلة الموجة
يُمكِن إظهار نمط الانتشار أو أي مُحددات أخرى مميزة إلى جانب رمز دليل الموجة.
| الرقم التسلسلي | أيقونة الرمز | الاسم باللغة العربية           | الاسم باللغة الإنكليزية                | ملاحظات                                        |
| -------------- | ------------ | ------------------------------ | -------------------------------------- | ---------------------------------------------- |
| 3.6.1          |              | دائري، رمز تعُّرف                | Circular, recognition symbol           | -                                              |
| 3.6.2          |              | مستطيل الشكل، رمز تعرُّف         | rectangular, recognition symbol        | -                                              |
| 3.6.2.1        |              | مستطيل الشكل مملوء بعازل معدني | Dielectric-filled metallic rectangular | -                                              |
| 3.6.2.2        |              | مستطيل الشكل مملوء بعازل صلب   | Solid-dielectric rectangular           | -                                              |
| 3.6.2.3        |              | مستطيل الشكل مملوء بغاز        | Gas-filled rectangular                 | -                                              |
| 3.6.3          |              | محوري                          | Coaxial                                | -                                              |
| 3.6.4          |              | مرن                            | Flexible                               | -                                              |
| 3.6.5          |              | مجدول                          | Twisted                                | -                                              |
| 3.6.6          |              | مُضلَّع                           | Ridged                                 | -                                              |
| 3.6.7          |              | خط غوباو                       | Goubau line                            | خط نقل ذو سلك وحيد موجود ضمن عازل كهربائي صلب. |

## خط نقل شريطي
خط النقل الشريطي (بالإنجليزية: Strip-type transmission line).
| الرقم التسلسلي | أيقونة الرمز | الاسم باللغة العربية | الاسم باللغة الإنكليزية | ملاحظات |
| -------------- | ------------ | -------------------- | ----------------------- | ------- |
| 3.7.1          |              | غير مُوَازن            | Unbalanced              | -       |
| 3.7.1          |              | غير مُوَازن            | Unbalanced              | -       |
| 3.7.2          |              | مُوَازن                | balanced                | -       |
| 3.7.2          |              | مُوَازن                | balanced                | -       |

## النهايات الطرفية
تستعمل عادة في مخططات الكوابل المحورية وأدلة الموجة.
| الرقم التسلسلي | أيقونة الرمز | الاسم باللغة العربية   | الاسم باللغة الإنكليزية | ملاحظات                                                      |
| -------------- | ------------ | ---------------------- | ----------------------- | ------------------------------------------------------------ |
| 3.8.1          |              | دارة مفتوحة (دارة فتح) | Open circuit (open)     | دارة الفتح عمداً لا خطأً.                                      |
| 3.8.2          |              | دارة مقصورة (دارة قِصَر) | Short circuit (short)   | - دارة القصر عمداً لا خطأً. - استعمال النقطة اختياري.          |
| 3.8.3          |              | -                      | -                       | - مثال تطبيقي: دارة مقصورة متحركة. - استعمال النقطة اختياري. |

## ارتجاع الدارة
| الرقم التسلسلي | أيقونة الرمز | الاسم باللغة العربية                                                  | الاسم باللغة الإنكليزية                                                               | ملاحظات |
| -------------- | ------------ | --------------------------------------------------------------------- | ------------------------------------------------------------------------------------- | --- |
| 3.9.1          |              | الأرض، رمز عام                                                        | Grouund, general symbol                                                               | - يمكن أن تضاف معلومات إضافية لتعرّف حالة الأرض أو هدف الاستعمال إذا لم تكن هذه المعلومات ظاهرة بشكل مقروء. - يعني هذا الرمز أيضاً: 1. وصلة مباشرة إلى الأرض أو مسطح مائي يشكل جزءاً منها. 2. وصلة إلى هيكل يؤدي وظيفة مشابهة للأرض (مثلاً هيكل مثل إطار محيط بهواء أو فراغ أو سيارة برية لا تمس الأرض بشكل يسمح بموصلية كهربائية). |
| 3.9.1.1        |              | أرض منخفضة أو عديمة الضجيج، أرض نظيفة                                 | Low-noise ground, noiseless, clean earth                                              | - |
| 3.9.1.2        |              | أرض آمنة أو محمية                                                     | Safety or protective ground                                                           | يمكن لهذا الرمز أن يُستخدم بدلاً من رمز الأرض منخفضة أو عديمة الضجيج لُيحدد وصلةً إلى أرض مخصصةً لتأمين مهمة حماية خاصة (مثلاً، من أجل الحماية من الصدمات الكهربائية الناتجة عن الأخطاء). |
| 3.9.2          |              | وصلة إلى الهيكل أو الإطار، وصلة الإطار المكافئة (في اللوحات المطبوعة) | Chassis or frame connection, equivalent chassis connection (of printed-wiring boards) | قد يكون لدى الهيكل أو الإطار أو وصلة الإطار المكافئة جهد أعلى مقارنة بالأرض أو بالبنية التي يُثبَّت فيها. |
| 3.9.3.1        |              | وصلة مُشتركة، فرق جهد محدد                                             | Common connection, specific potential difference                                      | - كل النقاط التي يكون لها نفس التصميم تكون متصلة مع بعضها البعض. - النجمة ليست جزءاً من الرمز، ويُحبَّذ استبدالها بقيم أو حروف أو أرقام أو علامات تعريفيّة. |
| 3.9.3.2        |              | وصلة مُشتركة، فرق الجهد غير محدد بقيمة رقميّة                           | Common connection, potential level not specified by a numerical value                 | - كل النقاط التي يكون لها نفس التصميم تكون متصلة مع بعضها البعض. - النجمة ليست جزءاً من الرمز، ويُحبَّذ استبدالها بقيم أو حروف أو أرقام أو علامات تعريفيّة. - يُحبذ وضع المُعرفات داخل المثلث، وإلى جانبه إذا اقتضى التوضيح. - تستخدم عندما تكون وصلات الارتجاع المشتركة عند نفس قيمة الجهد تماماً.                                     |

## صامولة كبل مانعة بتشديد الضغط / ختم نهاية كبل
| الرقم التسلسلي | أيقونة الرمز | الاسم باللغة العربية                        | الاسم باللغة الإنكليزية                                 | ملاحظات                                                                  |
| -------------- | ------------ | ------------------------------------------- | ------------------------------------------------------- | ------------------------------------------------------------------------ |
| 3.10           |              | صامولة كبل حاجزة مُقيدة للضغط، ختم نهاية كبل | Pressure tight bulkhead cable gland, Cable sealing end. | جانب الضغط العالي إلى يمين شبه المنحرف، وبالتالي يظل الضغط مُحتجراً وراءه. |

## الهوامش
1. يُلحق يهذا التعريف الفضاء بشكل استثنائي، فعلى الرغم من كونه غير ماديّ، إلا أنه وسط انتشار للأمواج الكهرومغناطيسية.
2. العنوان الأصلي هو (بالإنجليزية: Electrical and Electronics diagrams).

## وصلات خارجية
- صفحة المعيار على موقع معهد مهندسي الكهرباء والإلكترونيات.(التسجيل مطلوب)